# PAS 777
PAS 777とは2013年10月にBritish Standard Institution(BSI、英国規格協会)より認証を受けた、中古オートモーティブエンジン及び関連するトランスミッションユニットの機能評価及びラベリングに関する公開仕様書である。
PAS777はエンジンに関する6つの項目(コンプレッションやオーバーヒートの有無、走行距離、内部の汚れや外観など)を5段階で評価する。
PAS777は会宝産業株式会社と株式会社サン・パートナーズにより監修されている。
- PAS 777:2013, ISBN 978 0 580 81161 6